# 繡川書院
繡川書院位於四川省成都市青白江區城厢镇，始建于北宋，于清康熙59年（1720年）迁建至现址，因临近绣川河而得名。绣川书院是四川省境内现存最为完整的清代书院建筑之一，四进建筑、庭院及两侧厢房保存完好。绣川书院于2007年6月1日公佈為四川省第七批文物保護單位。